# Perro pila argentino
Perro pila argentino är en hundras från Argentina. Den är en nakenhund som anses stå nära den peruanska perro sin pelo del perú och den mexikanska xoloitzcuintle. Rasen är nationellt erkänd av den argentinska kennelklubben Federación Cinológica Argentina (FCA).